# M/S Atene

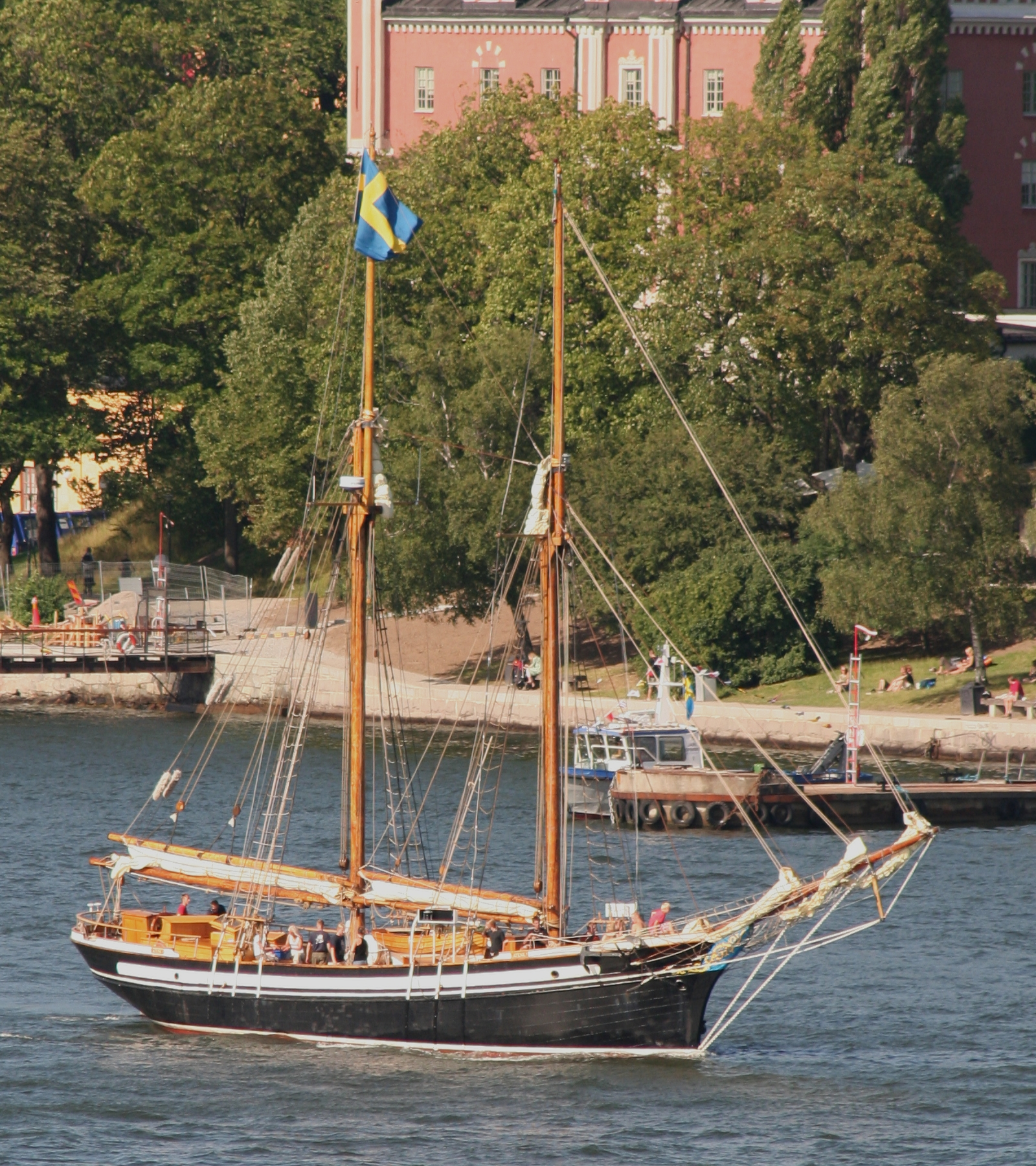
M/S Atene i Stockholm

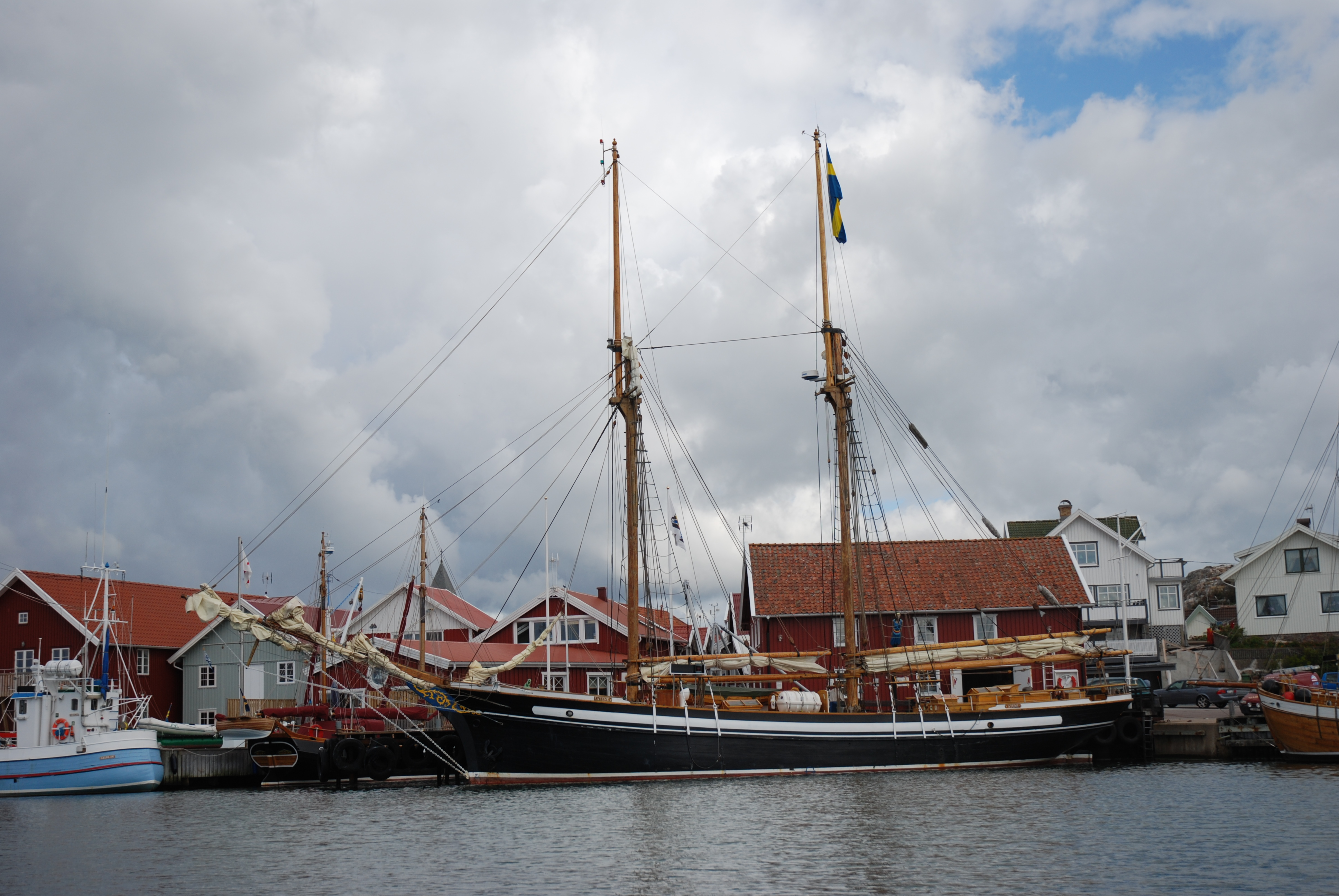
M/S Atene i hemmahamnen Skärhamn

M/S Atene är ett svenskt skolfartyg med hemmahamn i Skärhamn på Tjörn.

## Historik
Fartyget byggdes som Emanuel av Strynö, en tvåmastad skonert, 1909 på J. Ring-Andersen Træskibsværft i Svendborg i Danmark för redaren Morten Rasmussen från Strynö. Hon fraktade gods huvudsakligen mellan olika hamnar i Danmark. År 1917 såldes hon till den norske skepparen Anders Kvarsnes i Grimstad på Sörlandet i Norge och döptes om till Mull. Året efter såldes hon vidare till ett partrederi i Risør och seglade med last mellan norska hamnar längs Sörlandet och upp till Bergen.
Ett svenskt partrederi i Fisketången i Bohuslän köpte Mull 1921 och döpte om henne till Anna Lisa och motoriserade henne. År 1927 havererade hon men efter reparationer på Björknäs varv återregistrerades hon omriggad till galeas i skeppsregistret 1929. Fram till 1960-talet var hon i trafik som fraktfartyg och därefter som lustjakt. År 1965 fick hon sitt nuvarande namn Atene och inköptes 1980 av den ideella föreningen Föreningen m/s Atene i Skärhamn.
M/S Atene är idag, drygt 100 år efter det att hon byggdes, så gott som i nyskick.

## Verksamhet
Fartyget fungerar idag som skolfartyg åt föreningen med målsättning att "bevara och utveckla segeltraditionen och därmed skapa förståelse dels för den tid då kustfrakt och fiske hade stor betydelse för befolkningen och utvecklingen på Tjörn och dels för modern sjöfart". Hon seglar varje år april-oktober i nordiska farvatten.

## Fartygsfakta
- Material: ek och bok på kravell
- Segelyta: 261,3 m2
- Registreringsnummer: 6519
- Signalbokstäver: SENF
- Längd över allt: 24,3 meter
- Längd med peke: 31,3 meter
- Bredd 5,86 meter
- Djupgående: 2,40 meter
- Deplacement: 91 ton
- Huvudmaskin: Volvo Penta 250 hk